# Ángel Chiesa
Ángel Chiesa (Chacabuco, Buenos Aires, 1902-Argentina, 15 de octubre de 1961) fue un futbolista argentino que jugó en la posición de extremo.

## Carrera

### Club
| Periodo   | Club               |
| --------- | ------------------ |
| 1919      | Club General Mitre |
| 1920-1931 | CA Huracán         |
| 1936      | Argentinos Juniors |

### Selección nacional
Jugó para Argentina en nueve ocasiones de 1922 a 1923 y anotó un gol, el cual fue en la victoria por 4-0 sobre Chile en la Copa América 1922.

## Logros
- Primera División de Argentina (4): 1921, 1922, 1925, 1928
- Copa Estímulo (1): 1920
- Copa Dr. Carlos Ibarguren (2): 1922, 1925